# نعناع دغلي أجمي
نعناع دغلي أجمي (الاسم العلمي: Hyptis caespitosa) هو نوع من النباتات يتبع جنس النعناع الدغلي من الفصيلة الشفوية.